# 弗里曼鎮區 (阿肯色州伍德拉夫縣)
弗里曼鎮區（英語：Freeman Township）是位於美國阿肯色州伍德拉夫縣的一個行政鎮區。

## 地方資料
弗里曼鎮區的面積為99.96平方千米，當中陸地面積為99.32平方千米，而水域面積為0.64平方千米。根據2010年美國人口普查的數據，當地共有人口34人，而人口密度為每平方千米0.34人。